# Лима, Кевин
Ке́вин Ли́ма (англ. Kevin Lima; род. 12 июня 1962, Потакет, Род-Айленд) — американский мультипликатор и кинорежиссёр, менее известен как продюсер, актёр озвучивания и сценарист.

## Биография
Кевин Лима родился в 1960 году (по другим данным — в 1962 году) в городе Потакет, штат Род-Айленд. Окончил Калифорнийский институт искусств. Сразу после окончания вуза на полгода уехал на Тайвань, где работал над мультфильмом «Отважный маленький тостер». Вернувшись в США, Лима познакомился с коллегой по цеху Гленом Кином, который уговорил его предложить себя студии Disney — так Лима и поступил и не прогадал. С 2008 года Кевин Лима профессионально неактивен, однако в 2014 году появилась информация, что в марте 2017 года на экраны выйдет новая работа Лимы: мультипликационный мюзикл «Обезьяны из Мумбаи» в стиле Болливуд. В 2015 году было сообщено, что работа над этой картиной приостановлена.
Жена — Бренда Чапман (род. 1962), актриса озвучивания, режиссёр, мультипликатор, сценарист и продюсер, лауреат премии «Энни» (1994). Дочь — Эмма Роуз (род. 1998; именно она послужила прототипом для принцессы Мериды — главной героини мультфильма «Храбрая сердцем»).

## Награды и номинации
- 1993 — Премия «Хьюго» в категории «Лучшая постановка» за мультфильм «Аладдин» — номинация.
- 1999[англ.] — Премия «Энни» в категории «Лучшая режиссура полнометражной продукции» за мультфильм «Тарзан» — номинация.
- 1999[англ.] — Премия «Спутник» в категории «Лучший анимационный фильм» за мультфильм «Тарзан» — номинация.
- 2004[англ.] — Премия Гильдии режиссёров Америки в категории «Лучшее режиссёрское достижение в создании детской программы» за фильм:
  - «Приключения Элоизы»[англ.] — победа.
  - «Элоиза 2: Рождество»[англ.] — победа.
- 2008 — Премия «Хьюго» в категории «Лучшая постановка» за фильм «Зачарованная» — номинация.

## Фильмография
| Мультипликатор - 1987 — Приключения бурундучков / The Chipmunk Adventure (в титрах не указан) - 1987 — Гуфи: Футболомания / Sport Goofy in Soccermania - 1987 — Отважный маленький тостер / The Brave Little Toaster - 1988 — Оливер и компания / Oliver & Company - 1989 — Русалочка / The Little Mermaid - 1990 — Спасатели в Австралии / The Rescuers Down Under - 1991 — Пёс из Лас-Вегаса / Rover Dangerfield Режиссёр - 1995 — Каникулы Гуфи / A Goofy Movie - 1999 — Тарзан / Tarzan - 2000 — 102 далматинца / 102 Dalmatians - 2003 — Приключения Элоизы / Eloise at the Plaza - 2003 — Элоиза 2: Рождество / Eloise at Christmastime - 2007 — Зачарованная / Enchanted | Продюсер - 2003 — Приключения Элоизы / Eloise at the Plaza - 2003 — Элоиза 2: Рождество / Eloise at Christmastime - 2006 — Большое путешествие / The Wild Актёр озвучивания - 1995 — Каникулы Гуфи / A Goofy Movie — Лестер - 2007 — Зачарованная / Enchanted — бурундук Пип в Нью-Йорке Сценарист - 1988 — Оливер и компания / Oliver & Company - 1992 — Аладдин / Aladdin |